# 妻籠城

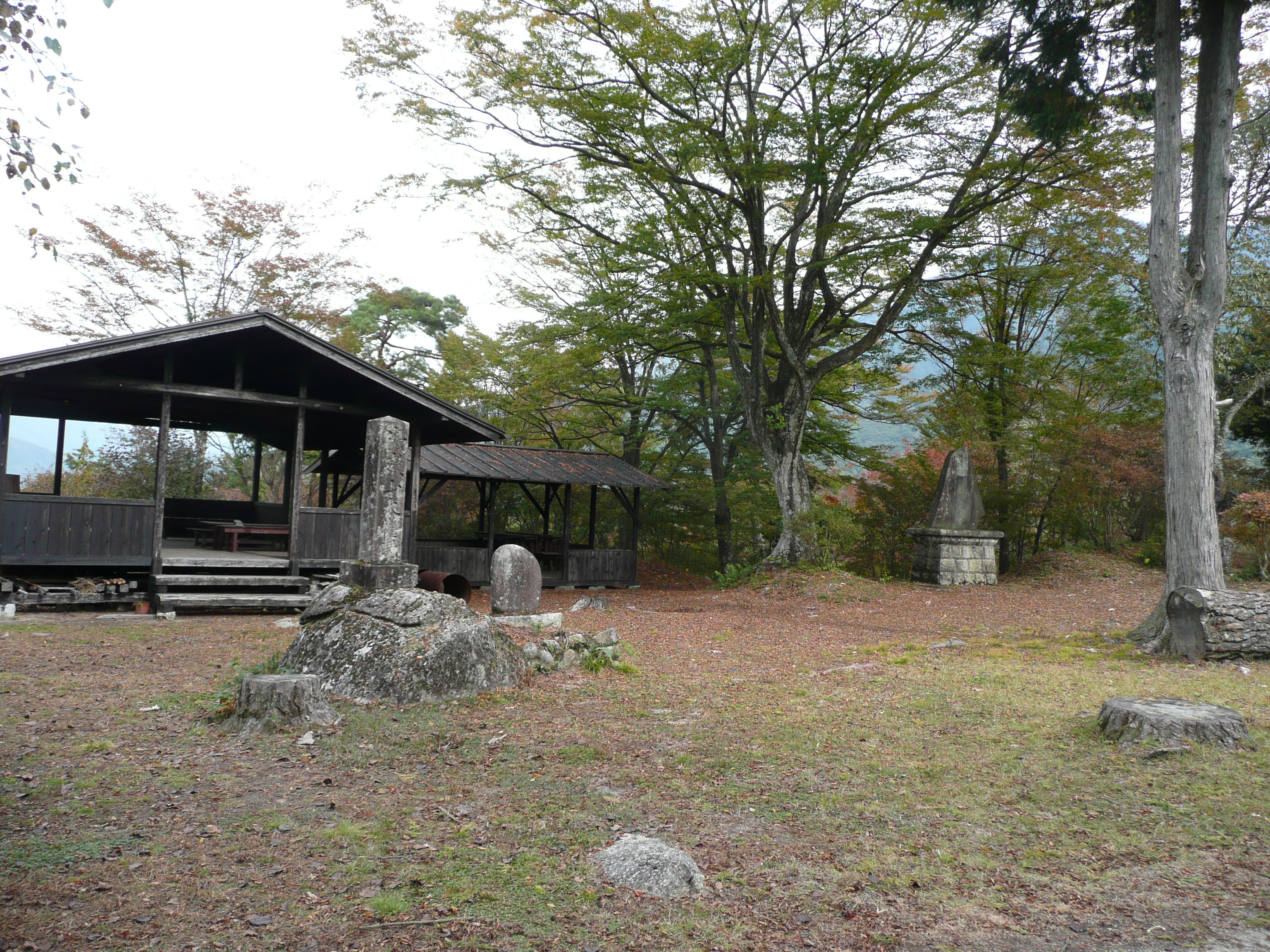
本丸跡地

妻籠城（つまごじょう）は、長野県木曽郡南木曽町にあった日本の城（山城）。

## 概要
築城時期は室町時代中期である。標高521ｍに位置し、戦国時代には木曾義昌が城主であった。本城は東西約30メートル、南北約40メートルで、四周に土塁と帯郭を巡らせた茶臼型の山城である。北東に張り出した屋根に空堀を施し、その先端に郭を築いている。大手は東方鞍部で前面に構えの郭があり、両側断崖の土橋上の小道を経て本城に入る構造となっている。

## 歴史
16世紀中期に木曾氏は甲斐の武田氏に従っていたが、妻籠城改築の年と伝わる天正10年（1582年）に入って間もなく織田氏に寝返った。
織田信長はこの出来事を好機と見て、木曽、伊那、そして徳川家康の遠江から大軍を武田氏がいる甲斐へと攻め寄せ、滅亡させた。
元和2年（1616年）の一国一城令により、廃城になった。

## 妻籠城の戦い
天正12年3月（1584年）の小牧・長久手の戦いにおいて、木曾義昌は当初、徳川家康に付いていたが、羽柴秀吉に寝返った。
同年9月、木曾義昌は妻籠城に山村良勝を入れて300騎を付けて籠らせた。徳川方の菅沼定利、保科正直、諏訪頼忠らが清内路峠を越えて攻めて来た。徳川方は妻籠城の対岸の愛宕山を占拠して攻撃した。
山村良勝は奮戦したが、渡島の者達が徳川方に付いたため、北方との連絡が取れなくなり孤立してしまった。兵糧や弾丸が不足して困った。そのうえ上山口の牧野弥右衛門も徳川方に付き、田立・渡島の者達に水の手を塞がれてしまったので水にも困る事態となった。
そこで竹中小左衛門という者が妻籠城を夜に紛れて抜け出し、搦手である木曽川に降りて、牛ヶ渕を渡って対岸の島田へ渡り、河原を歩いて味方が居る三留野へ辿り着き、そこに居た30人ばかりの髪に玉薬を結び付けさせて木曽川を渡らせて妻籠城へ帰還した。
この時に与川村にあった古典庵の僧が、与川の郷民に紙旗を数十本持たせ、三留野の原久左衛門(神官園原氏の祖)と共に柴山の峰に登り、紙旗を上げて狼煙を上げ、夜は篝火を焚いた。
徳川方は、孤立していた妻籠城は、そろそろ兵糧も武器も尽きたものと思っていたが、三留野から運ばれた弾丸で撃たれたので、秀吉方の美濃金山城主の森忠政が大軍を率いて救援に来たため、渡島や山口の者達が寝返ったと勘違いをした。
また夜の篝火を見て木曽福島からも援軍が来て四方を囲まれたと思い、妻籠城の囲みを解いて逃げ出した。
これを見た山村良勝は、兵を先回りさせて蘭(あららぎ)の山路に伏せ置いて、城門を開けて徳川勢を追尾した。この時、広瀬市右衛門は、菅沼氏の大将の朝日仙助の馬を射ち倒したので、朝日仙助は走って逃げて行ったという。また与川の郷民も坂本与九郎なる者を鉄砲で撃ち倒す手柄をたてた。
このようにして山村良勝が大軍を破って勝利に導き、徳川方を撃退した。

## 所在地
- 長野県木曽郡南木曽町吾妻